# Алмаш (Башкортостан)
Алма́ш (рос. Алмаш, башк. Алмаш) — присілок (в минулому селище) у складі Шаранського району Башкортостану, Росія. Входить до складу Базгієвської сільської ради.
Населення — 18 осіб (2010; 27 у 2002).
Національний склад:
- башкири — 74 %